# Vân Tử

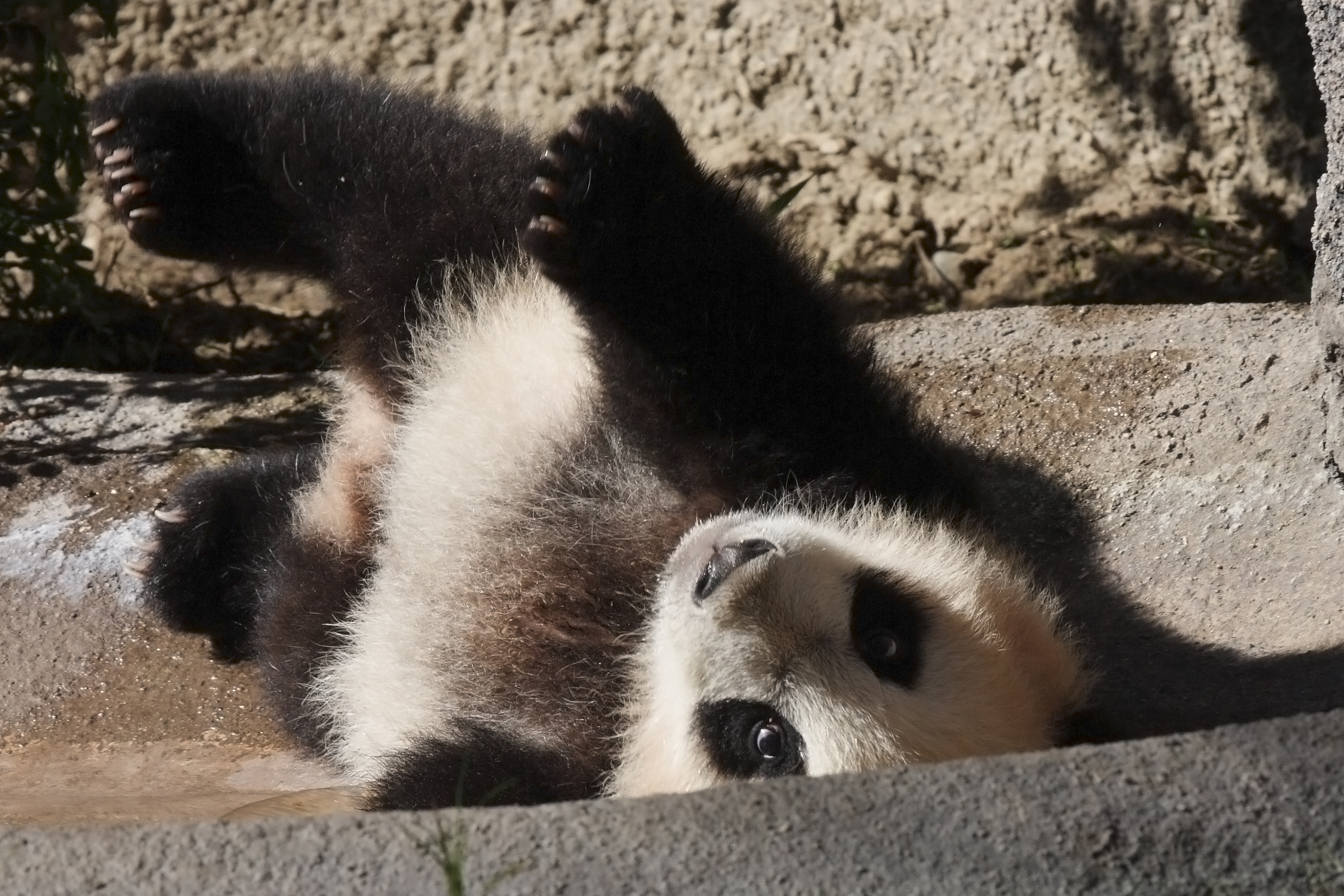
Vân Tử

Vân Tử (tiếng Anh Yun Zi) (Giản thể: 云子; Phồn thể:  雲子) là một gấu trúc đực thuộc loài gấu trúc lớn,được sinh ra tại vườn thú San Diego Zoo vào ngày 5 tháng 8 năm 2009.Trong tiếng Trung Yun Zi có nghĩa là " đứa con của gió".
 
Vân Tử chào đời cân nặng 113 gram, là con thứ năm của gấu trúc mẹ Bạch Vân,và là đứa con thứ tư của gấu trúc bố Gao Gao. Vân tử có một chị gái cùng mẹ tên Hua Mei, có 2 em trai ruột tên Mei Sheng và Xiao Liwu, 2 em gái tên Su Lin và Zhen Zhen.
Tên "Vân Tử" đã được lựa chọn từ danh sách hơn 6300 tên theo đề nghị của người hâm mộ. Lễ đặt tên được tổ chức vào 17 tháng 11 năm 2009 khi Vân Tử được 104 ngày tuổi. Nhiều người yêu mến gấu trúc đã tập trung tại vườn thú San Diego để tham dự sự kiện đặc biệt này.
Vân Từ xuất hiện lần đầu trước công chúng vào ngày 7 tháng 1 năm 2010 khi được 155 ngày tuổi.Vân Tử được cai sữa vào tháng 2 năm 2011.
Vân Tử là con gấu trúc thứ 5 chào đời tại vườn thú này. Vườn thú đã mở hẳn một trang web để mọi người có thể truy cập, xem thông tin về gấu trúc mẹ Bai Yun và gấu trúc con Vân Tử. Vân Tử đã được đưa trở về Trung Quốc vào tháng 1 năm 2014. Vân Từ hiện đang sống tại  Trung tâm Duijiangyan (một trung tâm bảo tồn và nghiên cứu  loài gấu trúc lớn).